# Le Livre des Radieux
Le Livre des Radieux (titre original : Words of Radiance) est un roman de fantasy de Brandon Sanderson, paru en 2014 aux États-Unis puis en 2017 en français. C’est le deuxième tome d’une série prévue pour compter dix livres consacrés au monde de Roshar et intitulée Les Archives de Roshar.

## Résumé
Roshar, terre de pierres et de tempêtes. Des siècles ont passé depuis la chute des Chevaliers Radieux, mais leurs avatars, des épées et des armures mystiques qui transforment des hommes ordinaires en guerriers invincibles, sont toujours là.
Au cœur des Plaines Brisées, Kaladin lutte depuis dix ans dans une guerre insensée.
Dalinar, le chef d’une des armées, est fasciné par un texte ancien, La Voie des rois.
Au-delà de l'océan, la jeune Shallan apprend la magie et découvre certains secrets des Chevaliers Radieux...

## Récompense
L’ouvrage a remporté le prix David Gemmell du meilleur roman de fantasy 2015.